# Qatar Athletic Super Grand Prix
Qatar Athletic Super Grand Prix – międzynarodowy mityng lekkoatletyczny rozgrywany rokrocznie w stolicy Kataru – Dosze na obiekcie Chalifa International Stadium. Do 2009 zawody miały rangę Super Grand Prix IAAF. Od sezonu 2010 impreza znajduje się w kalendarzu prestiżowej diamentowej ligi. Impreza gromadzi zawsze czołówkę światowej lekkoatletyki.